# ホンモロコ
ホンモロコ（本諸子、学名：Gnathopogon caerulescens）は、コイ科タモロコ属に属する淡水魚。別名はモロコ、ゴマモロコ、ヤナギモロコなど。

## 形態など
元々はニゴロブナやハスなどとともに琵琶湖の固有種とされているが、近年では山梨県の山中湖、長野県の諏訪湖、東京都の奥多摩湖などにも移植されている。普段は水深5 メートル以上の湖沼中層域に生息している。同じタモロコ属のタモロコと比較すると、体長がより細長く（大きな個体では約15センチメートルに達する）、遊泳魚としての特徴を備えている。また口ヒゲはより短く、喉部が角張っており、体側の横帯がより淡いという点でもタモロコと区別される。主に動物プランクトンや水生昆虫、小型甲殻類などを捕食している。

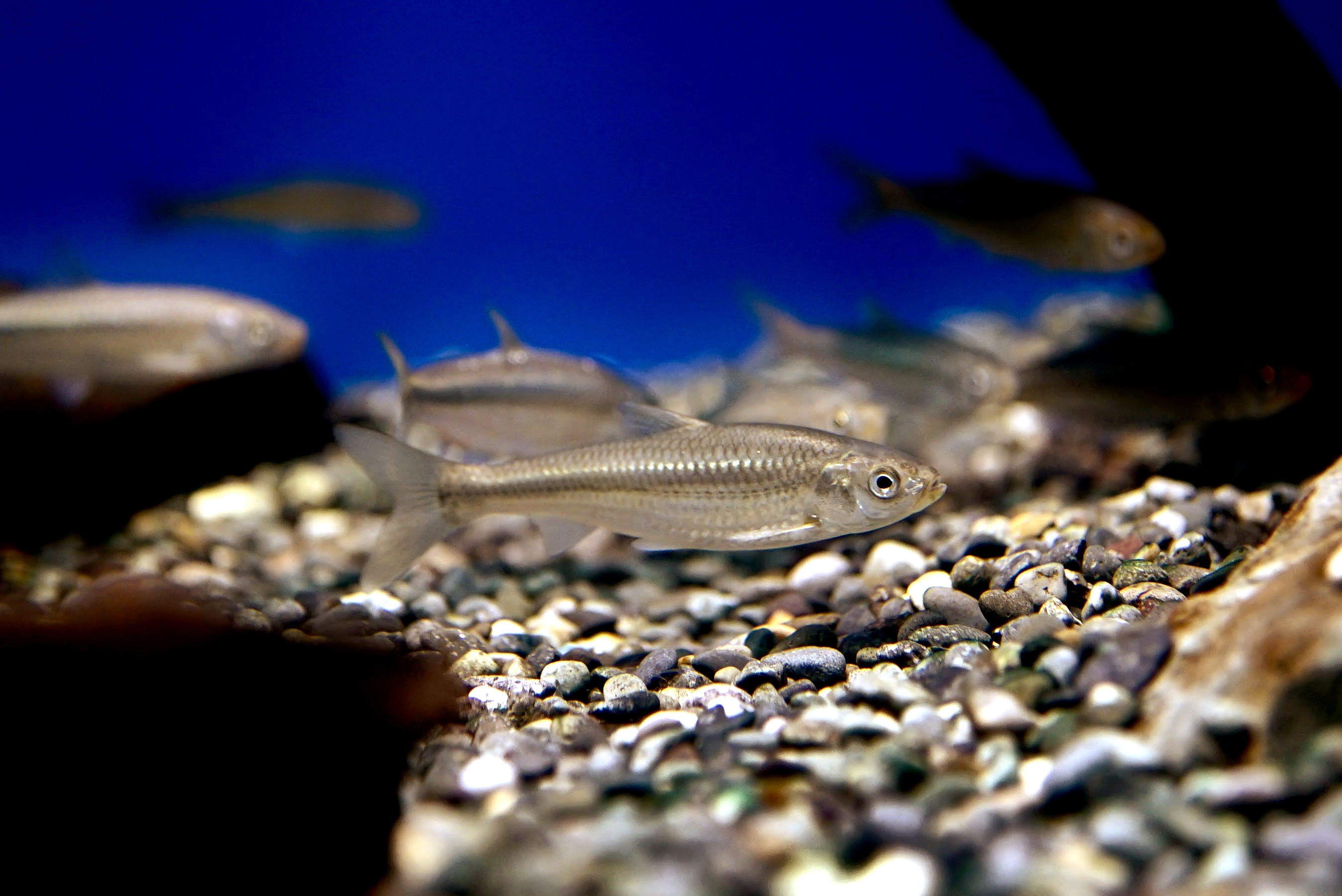
滋賀県立琵琶湖博物館での生体展示

### 生態・繁殖
繁殖期は3 - 7月頃で、この時期になると大群で湖岸や水路に押し寄せ、1匹のメスを数匹のオスが追尾して、湖岸に生えている柳の根、草の根やヨシ、2 - 6センチメートルの小石などに産卵する。産卵する水深は浅く、数センチメートル であるため水位変動の影響を受けやすい。孵化後、半年から1年で繁殖能力を備える。寿命は2 - 3年程度だが、産卵直後に死んでしまう個体も多い。
滋賀県水産試験場によると、流れの緩い場所では卵は見つからず毎秒40 - 50センチメートルの場所に集中した。

## 水産資源としてのホンモロコ

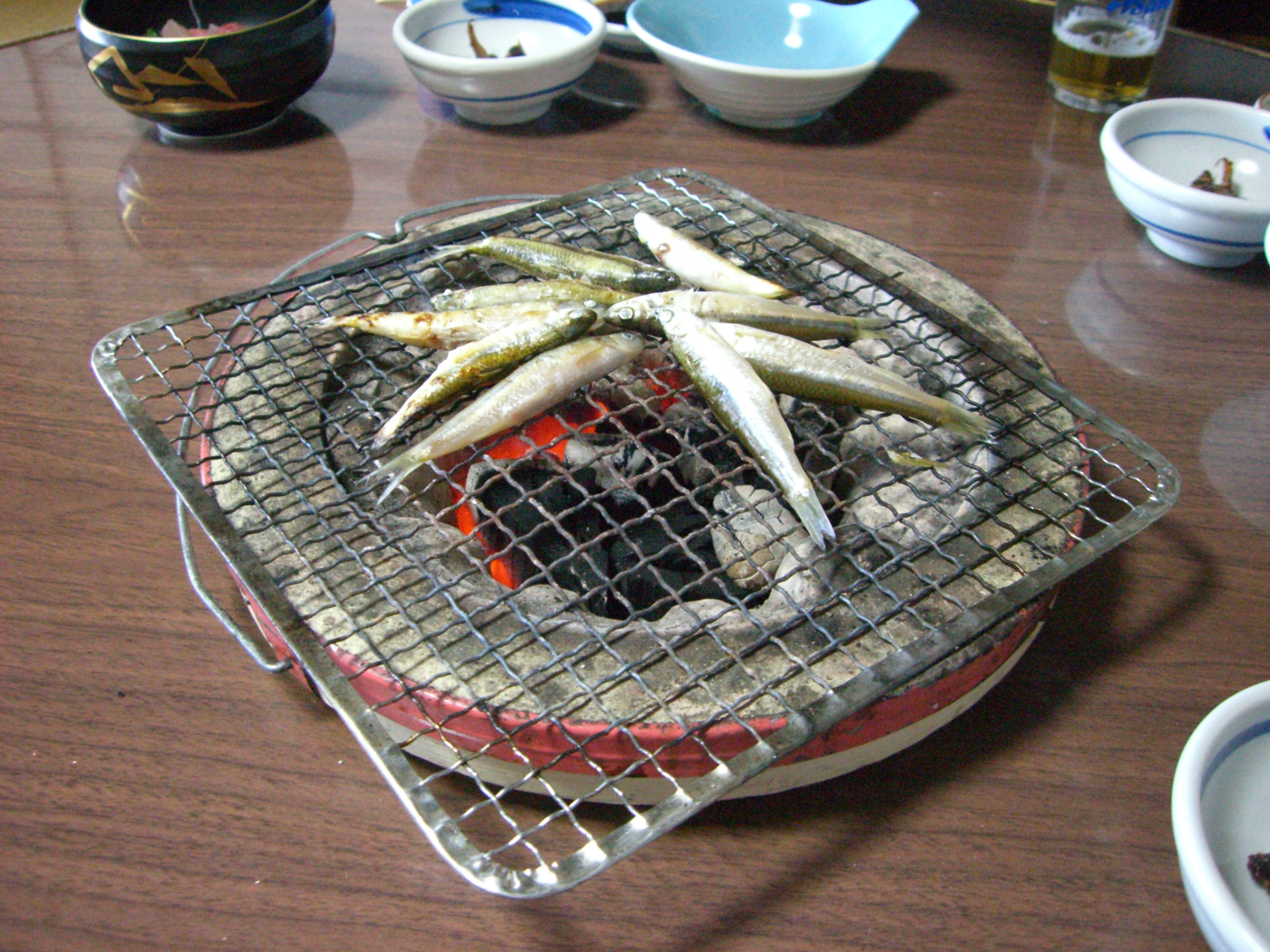
ホンモロコの炭火焼き

埼玉県では養殖における生産量が年間約20トン（2010年1月10日現在）と日本一である。
山梨県では2007年にJAふじかわが休耕田の活用策として試験的に始めた養殖が広がり、2015年度の全県出荷量が560キログラムに達した。山梨県知事の命名により「ふじかわもろこ」としてブランド化を進めている 。
2009年より広島市佐伯区湯来町、2011年より岐阜県中津川市福岡（旧・恵那郡福岡町）においても、遊休水田を活用してホンモロコ養殖を始めた。

### 琵琶湖における資源
琵琶湖において1994年以前は 150 - 350トンの安定した漁獲量を保っていたが、1996年以降では年間の漁獲量が最盛期の1/10未満（2004年： 5トン、2008年：10トン）という年が続き、価格が急騰。現在は高級食材の1つとなってしまった。
生息数激減の背景として下記に列挙する幾つかの説がある。
1. 湖岸の改変により産卵場所が減少。
  - 湖岸堤が建設され内湖と本湖（琵琶湖）間の移動が阻害された。
2. 越冬場所となる沖合深層域の環境悪化。
  - 冬季の表層水と深層水循環が起きにくくなり、深層水の酸素濃度低下[7][8]。また、深層域に貧酸素水塊が生じている可能性も指摘されている[9]。
3. 人工的な水位操作による変動量の増加。
  - 琵琶湖総合開発事業により瀬田川洗堰の操作に伴う水位変動が原因で産卵床が露出[10]。
4. 在来生物増加による捕食圧増加。
  - カワウ、カワアイサによる捕食圧増加が指摘されている。
5. 外来生物による影響。
  - ブラックバス（オオクチバス・コクチバス）やブルーギル等、肉食性外来魚による食害などが原因の1つとも言われている。
6. 過剰な漁獲圧。
7. 交雑による遺伝的攪乱等。

このため琵琶湖を擁する滋賀県や周辺の自治体は、産卵場所となる浅水域の確保・整備や外来魚の駆除、さらにはホンモロコの養殖や放流を積極的に行うなど、水産資源の確保に努めている。

## 食材

### 京都における高級食材としてのホンモロコ
本種は日本産コイ科の魚類の中でも特に美味と言われ、重要な水産資源となっている。琵琶湖では周年漁獲され、京都市内の料亭などへ高値で取引されている。特に冬に獲れる「子持ちモロコ」は琵琶湖の名物として珍重されている。

### 調理方法

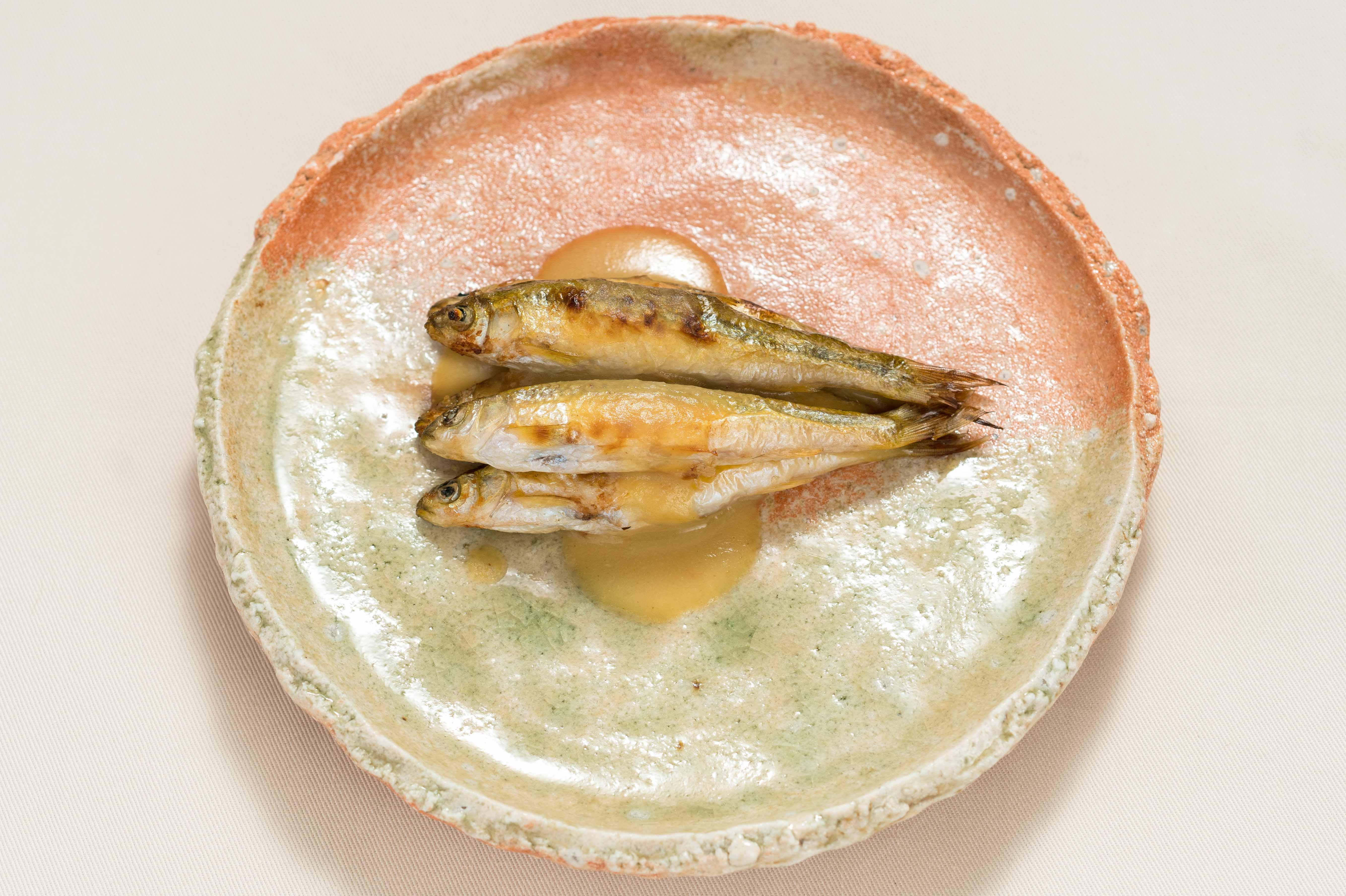
焼きもろこのどろ酢

塩焼き、煮物、天ぷら、唐揚げ、佃煮、南蛮漬けなど。
滋賀県では、子持ちモロコに味噌と酢を合わせた「どろ酢」につけて食べることもある。